# NGC 4996
NGC 4996 é uma galáxia espiral barrada (SB0-a) localizada na direcção da constelação de Virgo. Possui uma declinação de +00° 51' 27" e uma ascensão recta de 13 horas, 09 minutos e 31,8 segundos.
A galáxia NGC 4996 foi descoberta em 28 de Março de 1864 por Albert Marth.